# دبورا هاپکینز
دبورا هاپکینز (انگلیسی: Deborah Chase Hopkins؛ زادهٔ ۱۲ نوامبر ۱۹۵۴) مدیر کارآفرین اهل ایالات متحده آمریکا است، که هم‌اکنون به‌عنوان مدیر نوآوری سیتی‌گروپ فعالیت می‌کند.